# Wast
Wast (El ceptre de Was) fou el nomós IV de l'Alt Egipte. La capital fou Waset (Tebes avui Luxor) i les ciutats principals Perhathor (Pathyris, avui Gebelein), Imiotru (avui Rizeiqat), Djety (Tod), i Madu (Medamud). Els deus foren Ammon (temple a Tebes), Mut (temple a Tebes), Khonsu (temple a Tebes), Montu (temples a Imiotru, a Djety i a Madu), Sobek, i el culte de Buchis.